# Francesco Canessa
Francesco Canessa (Capri, 19 agosto 1927) è un giornalista, saggista e critico musicale italiano.
In seguito è stato direttore di teatro e organizzatore musicale.
Nato nell'isola di Capri da una famiglia di antiquari, compì gli studi universitari a Milano ed esordì come studioso al II Congresso di Studi Verdiani, tenutosi nel 1972 alla Piccola Scala di Milano.Particolarmente interessato ai problemi dell'organizzazione dei Teatri d'Opera, ha compiuto viaggi conoscitivi in Germania, su invito del Governo Federale, negli Stati Uniti, su invito dello Stato della California e in Giappone.
Ha seguito la vita musicale italiana come redattore culturale e critico dei quotidiani La Patria, Il Giorno, Roma e Il Mattino. Successivamente ha collaborato alle pagine di Napoli di Repubblica e di Corriere della sera. Sovrintendente del Teatro di San Carlo di Napoli dal 1982 al 1987, poi Sovrintendente e Direttore Artistico dei Teatri Sferisterio e Lauro Rossi di Macerata e di nuovo del Teatro di San Carlo dal 1990 al 2001. Attualmente collabora al Tirolerfestspiele di Erl (Austria). Nella XIV e XVI Legislatura ha curato i Concerti di Natale dell'Aula del Senato della Repubblica. Ha rappresentato il Ministero dell'Università e della Ricerca nel Conservatorio di Musica San Pietro a Majella e insegnato Storia del Teatro Musicale per il progetto SICSI dell'Università Suor Orsola Benincasa di Napoli.
È presente con una propria voce (Canessa Francesco) nel Dizionario Enciclopedico dell'Opera Lirica, (ed.italiana Le Lettere, Firenze 1991). Oltre a numerosi saggi di carattere musicologico e storico-musicale, ha pubblicato per l'Editrice La Conchiglia: "Non sparate a Cavaradossi", "La casa dei Sogni-Palazzo Roccella, "Al Maestro manca la testa! Non ne ha bisogno è un genio" e "Attori si nasce - protagonisti e grandi famiglie del Teatro napoletano", nel 2015 "Ridi Pagliaccio, vita morte e miracoli di Enrico Caruso" e nel 2018 "C'eravamo tanto odiate (Callas e Tebaldi eterne rivali)" Peccati di vecchiaia" (Guida ed.2023)
| Controllo di autorità | VIAF (EN) 22368830 · ISNI (EN) 0000 0000 2642 059X · SBN CFIV047065 · LCCN (EN) n83140412 · BNF (FR) cb14480790s (data) |